# Fred Cuny
Frederick C. „Fred“ Cuny (* 14. November 1944 in New Haven, Connecticut; verschollen April 1995 in Tschetschenien, Russland) war ein amerikanischer Ingenieur und Experte für Katastrophenhilfe. Er war seit 1969 weltweit in zahlreichen humanitären Hilfsprojekten aktiv, wurde 1995 bei einem Einsatz in Tschetschenien verschleppt und wahrscheinlich getötet.

## Leben
Fred Cuny wuchs in Connecticut und seit 1952 in Texas auf. Er studierte Ingenieurwissenschaften an der Texas A&M University und der University of Houston. Dabei spezialisierte er sich unter anderem auf die Probleme von Entwicklungsländern. Nachdem er zunächst als Ingenieur gearbeitet hatte, arbeitete er ab 1969 in der Katastrophenhilfe.
Cuny arbeitete für verschiedene private Hilfsorganisationen, aber auch für die Vereinten Nationen. Er war unter anderem in Biafra, Guatemala, Äthiopien, Somalia, Bosnien und im Irak im Einsatz. Außerdem gründete er 1987 das Center for the Study of Societies in Crisis, das im Jahr 2000 zu Ehren des Gründers in Cuny Center umbenannt wurde.
Im April 1995 wurde Fred Cuny zusammen mit zwei russischen Ärzten des Roten Kreuzes und einem Dolmetscher bei einem Einsatz in Tschetschenien verschleppt. Obwohl ihre Leichen nicht gefunden wurden, geht man davon aus, dass die Männer getötet wurden.